# Kermesek
Kermesek, Quercus coccifera är en bokväxtart som beskrevs av Carl von Linné. Quercus coccifera ingår i släktet ekar och i familjen bokväxter. Inga underarter finns listade.
Denna ek är ofta utformad som en buske och ibland förekommer upp till 5 meter höga träd. Kronan är allmänt rund och tät.
Arten förekommer med flera från varandra skilda populationer kring Medelhavet och österut till Istanbul. I Portugal når den längre norrut vid Atlanten. Quercus coccifera växer i låglandet och i bergstrakter upp till 1500 meter över havet. Trädet kan bilda grupper där det är enda arten eller blandade bestånd tillsammans med Quercus ilex, arter av släktet Juniperus, Olea europaea, Chamaerops humilis och Ceratonia siliqua.

## Bildgalleri

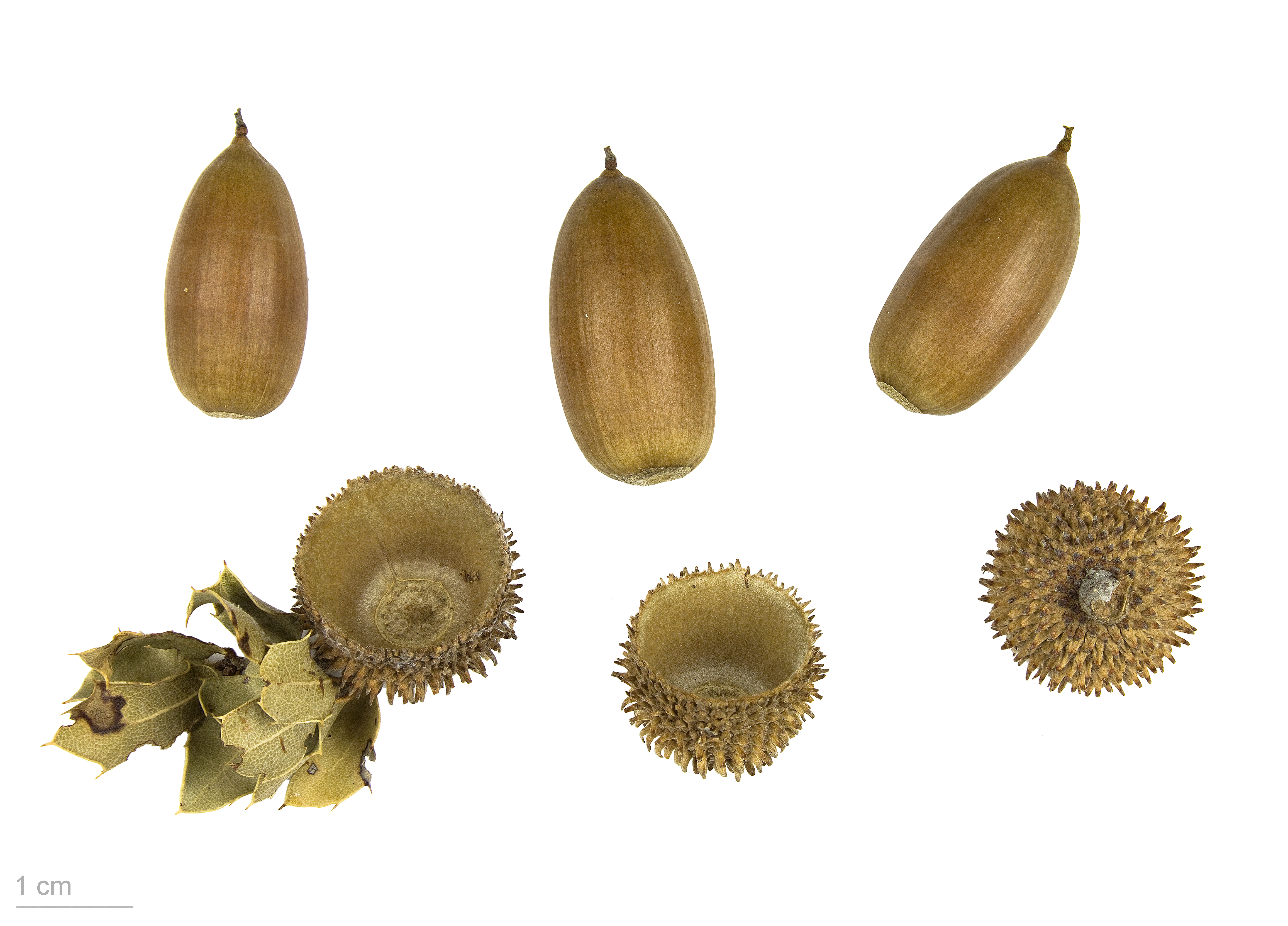
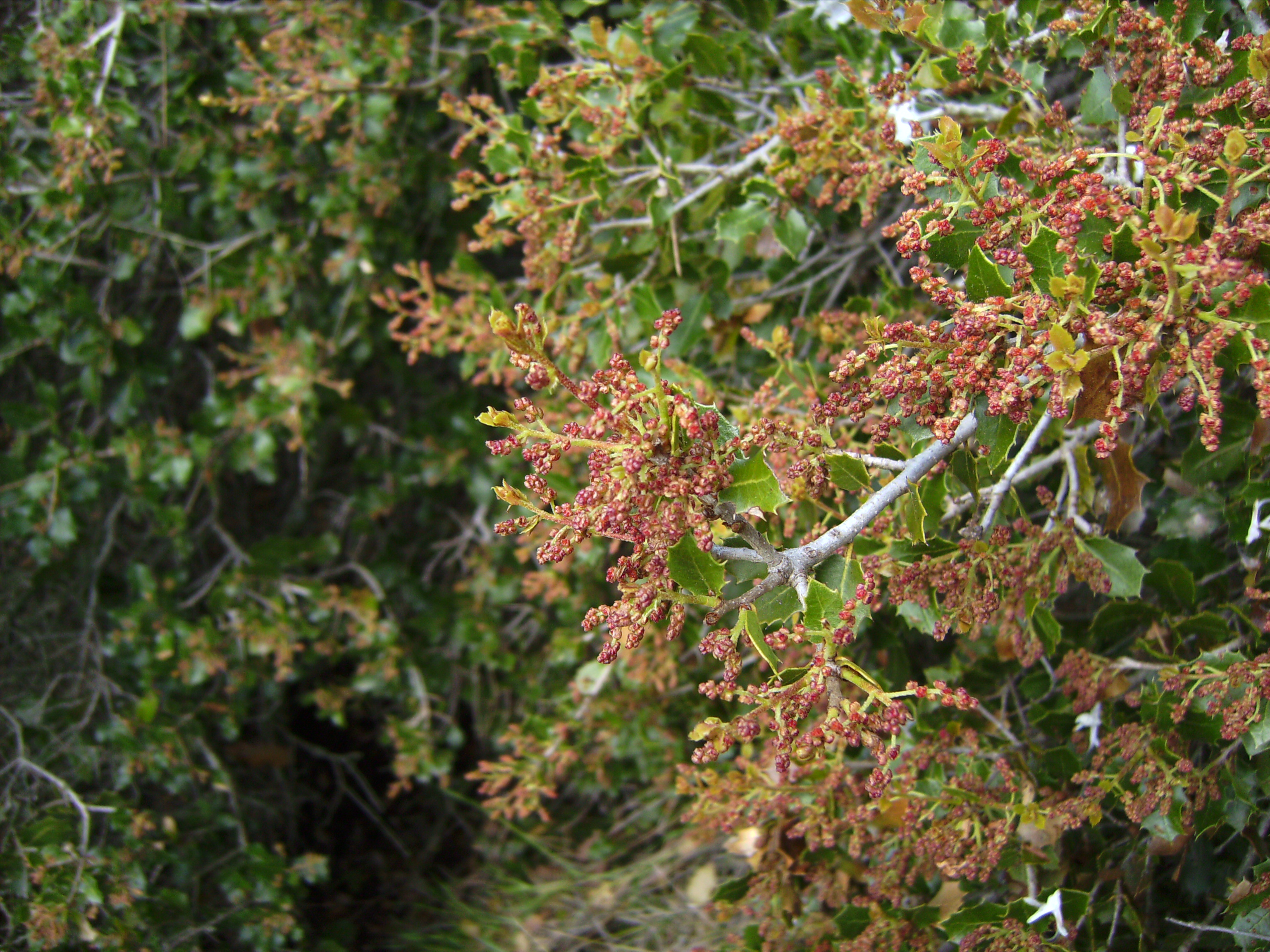
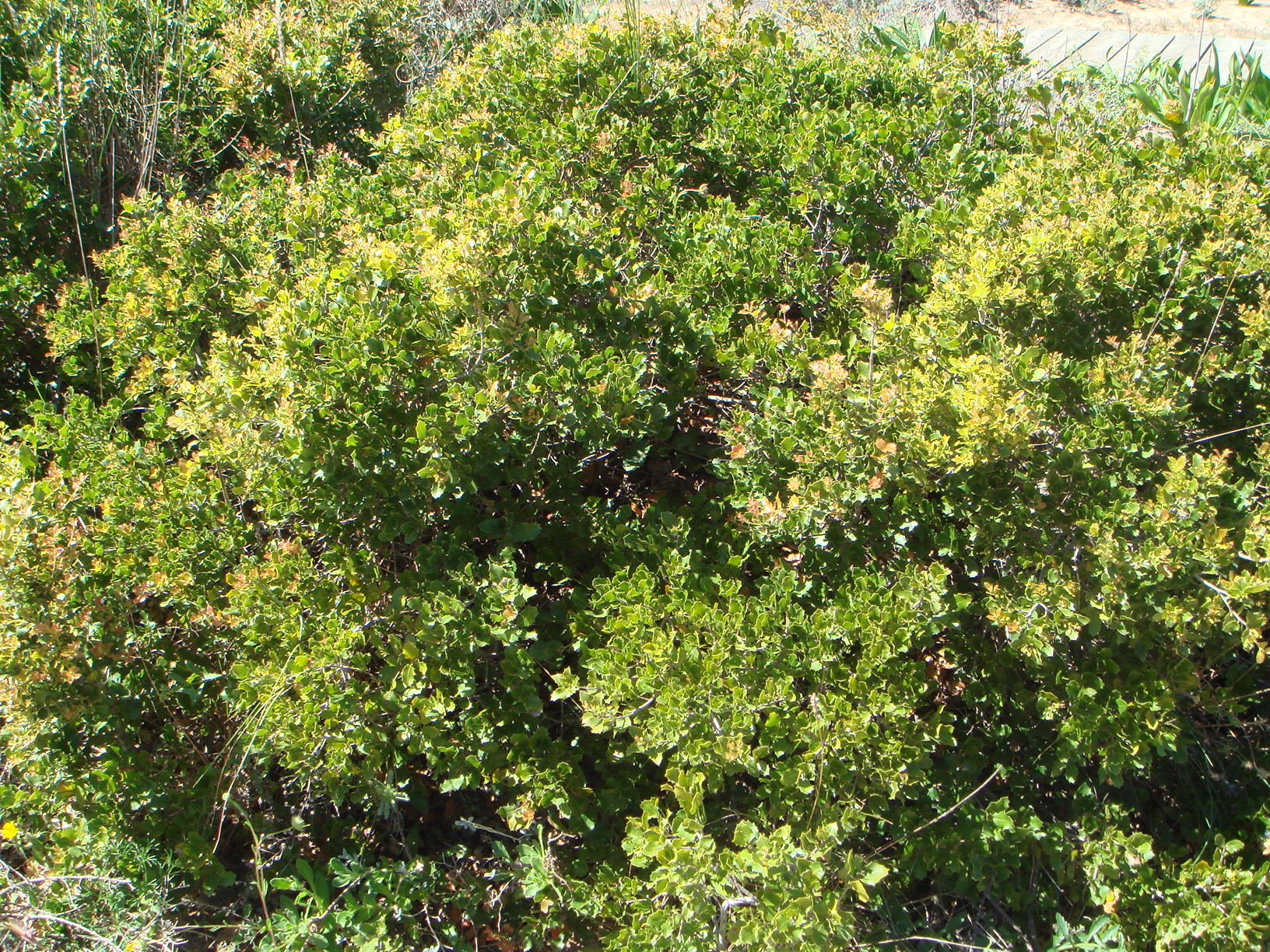